# Tropidophorus cocincinensis
Tropidophorus cocincinensis là một loài thằn lằn trong họ Scincidae. Loài này được Duméril & Bibron mô tả khoa học đầu tiên năm 1839.